# 辰繁存
辰繁 存（たつしげ すすむ、1926年 - 2013年1月25日）は、日本の放送局経営者。エフエム富士（FM-FUJI）初代社長。

## 来歴・人物
北海道小樽市生まれ。小樽中学校（旧制。のちの北海道小樽潮陵高等学校）、静岡高等学校（旧制。のちの静岡大学）、東京大学国文科を卒業後、日本放送協会へ入局。
民間放送草創期に東京放送（TBS）へ移籍し、TBSラジオの番組編成・制作業務に従事。ラジオの編成課長だった1963年（昭和38年）、プロ野球シーズン中の夜間にナイター中継を優先させる編成の導入へ関わった。その後、テレビ営業局ネットワーク業務部副部長を経て、1969年（昭和44年）9月にテレビ山梨（UTY）へ出向。中学校の先輩である諏訪博からバックアップを受け、1981年（昭和56年）のTBS定年退職後も引き続きUTYへ残り、最終的には取締役専務を務めた。その後、1988年（昭和63年）にUTY主導で設立されたFM-FUJIの初代社長を務めた。
のちに山梨県立文学館構想策定懇話会委員、 山梨県立文学館建設懇話会委員を歴任。2013年（平成25年）1月25日に死去。

## 書籍
- 甲斐みほとけの国（1988年、佼成出版社。著：矢野建彦、文：清雲俊元・辰繁存 ※辰繁は『千古の仏像に歴史文化の深さを刻む』を執筆） ISBN 9784333013265

## 参考資料
- TBS50年史（2002年1月、東京放送編・発行）…国立国会図書館サーチの書誌情報
- テレビの青春（2009年、NTT出版。著：今野勉）ISBN 9784757150669
- 『山梨県立文学館 館報』第89号（2013年3月20日、山梨県立文学館発行）…同文学館公式サイトで配信のPDFファイル
  - P5掲載「辰繁存さん追憶」（近藤信行）
- 各種外部リンク